# 卡姆島 (南極洲)
卡姆島（英語：Karm Island）是南極洲的島嶼，位於肯普地，處於紹拉島東南面1英里，長1.5英里，根據挪威探險隊拍攝的空中照片繪入地圖，現時由南極條約體系管理。